# Nederländernas herrlandslag i volleyboll
Nederländernas herrlandslag i volleyboll (nederländska: Nederlandse volleybalploeg (mannen)) representerar Nederländerna i volleyboll på herrsidan. Laget upplevde en storhetsperiod i mitten av 1990-talet, och blev Europamästare 1997 samt blev olympiska mästare 1996.

### Fotnoter
1. ↑  Todor Krastev (19 mars 1997). ”Men Volleyball XX European Championship 1997 Eindhoven (NED) 06-14.09 - Winner Netherlands (1st time)” (på engelska). Sport Statistics. Arkiverad från originalet den 28 mars 2012. https://web.archive.org/web/20120328223658/http://todor66.com/volleyball/Europe/Men_1997.html. Läst 25 juni 2015.
2. ↑  Todor Krastev (19 mars 1996). ”Men Volleyball XXVI Olympic Games 1996 Atlanta (USA) - 21.07-04.08 Winner Netherlands” (på engelska). Sport Statistics. Arkiverad från originalet den 26 juni 2015. https://web.archive.org/web/20150626142627/http://todor66.com/volleyball/Olympics/Men_1996.html. Läst 25 juni 2015.